# آلستون، کامبریا
latitudeآلستون، کامبریاlongitudeآلستون، کامبریا
آلستون، کامبریا (به انگلیسی: Alston, Cumbria) یک شهرک در بریتانیا است که در انگلستان واقع شده‌است.

## خصوصیات
آلستون ۱٬۱۲۸ نفر جمعیت دارد.